# Brachypogon sociabilis
Brachypogon sociabilis är en tvåvingeart som först beskrevs av Maurice Emile Marie Goetghebuer 1920.  Brachypogon sociabilis ingår i släktet Brachypogon, och familjen svidknott. Arten är reproducerande i Sverige.